# Gustaf Skarsgård
Pour les articles homonymes, voir Skarsgård.
Gustaf Skarsgård (/ˈskɑːʂɡoːɖ/), né le 12 novembre 1980 à Södermalm (Stockholm), est un acteur suédois.
Il est notamment connu pour son rôle de Floki dans la série à succès Vikings.

## Biographie
Gustaf Skarsgård est né le 12 novembre 1980 à Södermalm (Stockholm), Suède.
Il est le fils de l'acteur Stellan Skarsgård et de My Skarsgård, et le frère d'Alexander Skarsgård, Valter Skarsgård, Bill Skarsgård (tous les trois acteurs), Sam, Eija et demi-frère d´Ossian et Kolbjørn.

### Vie privée
Il fut marié à l'actrice Hanna Alström de 1999 à 2005.
Il est en couple avec Caroline Sjöström. Ils ont une fille, née en 2020.

## Carrière
Il commence sa carrière à l'âge de neuf ans, dans le film suédois Täcknamn Coq Rouge de Per Berglund.
En 2003, il joue dans Ondskan, pour lequel il a été nommé aux Guldbagge Awards en tant que meilleur second rôle masculin.
En 2008, il tourne dans Les Joies de la famille, pour lequel il a été nommé aux Guldbagge Awards en tant que meilleur acteur principal.
En 2013, il rejoint la série Vikings de History Channel dans le rôle de Floki, le constructeur de navires. La série s'achève en 2021.
En 2018, il joue dans Westworld.
En mars 2019, il rejoint Cursed : La Rebelle, une série de Netflix basée sur une réimagerie de la légende arthurienne, dans le rôle de Merlin. La série est annulée en 2021, après une saison.
En 2023, il incarne Hans Bethe dans Oppenheimer réalisé par Christopher Nolan.

## Filmographie

### Cinéma

#### Longs métrages
- 1989 : Täcknamn Coq Rouge de Per Berglund : Erik Hamilton
- 1995 : Sommaren de Kristian Petri : Steffe
- 2002 : Den Osynlige de Joel Bergvall et Simon Sandquist : Nicklas
- 2003 : Ondskan de Mikael Håfström : Otto Silverhielm
- 2003 : Detaljer de Kristian Petri : Daniel vieux
- 2004 : Babylonsjukan de Daniel Espinosa : Olle
- 2004 : Ikke naken de Torun Lian (en) : L'étranger
- 2006 : Förortsungar de Catti Edfeldt et Ylva Gustavsson : Johan
- 2007 : Arn, chevalier du temple (Arn, Tempelriddaren) de Peter Flinth : Roi Knut
- 2008 : Arn, le royaume au bout du chemin (Arn : Riket vid vägens slut) de Peter Flinth : Roi Knut
- 2008 : Les Joies de la famille (Patrik 1,5) d'Ella Lemhagen : Göran Skoogh
- 2008 : Iskariot de Miko Lazic : Adam
- 2010 : Les Chemins de la liberté (The Way Back) de Peter Weir : Voss
- 2010 : Puss de Johan Kling : Jon
- 2011 : Happy End de Björn Runge : Peter
- 2012 : Kon-Tiki de Joachim Rønning et Espen Sandberg : Bengt Danielsson
- 2013 : Vi de Mani Maserrat : Krister
- 2013 : Autumn Blood de Markus Blunder : Le boucher
- 2014 : Tjuvarnas jul: Trollkarlens dotter de Stefan Roos et Per Simonsson : Trollkarlen
- 2017 : Darling de Birgitte Stærmose : Frans
- 2019 : 438 Days (438 dagar) de Jesper Ganslandt : Martin Schibbye
- 2021 : The Emigrants (Utvandrarna) d'Erik Poppe : Karl-Oskar
- 2022 : Blood de Bradley Rust Gray : Peter
- 2023 : Oppenheimer de Christopher Nolan : Hans Bethe
- 2023 : Air de Ben Affleck : Horst Dassler
- 2025 : The Insider (Black Bag) de Steven Soderbergh : Philip Meacham

#### Courts-métrages
- 1989 : Prima ballerina d'Angelica Lundqvist : Spinken
- 1996 : Euroboy de Tobias Falk : Le cambrioleur
- 2002 : Gåvan de Matthew Allen : David
- 2009 : May Fly de Petter Ringbom : Jimmy
- 2013 : The Big Leap de Kristoffer Rus : John
- 2018 : Little Match Girl de Björne Larson : Le père
- 2022 : Soul of a Man de Landon Liboiron et Bill Skarsgård : Sa Majesté

### Télévision

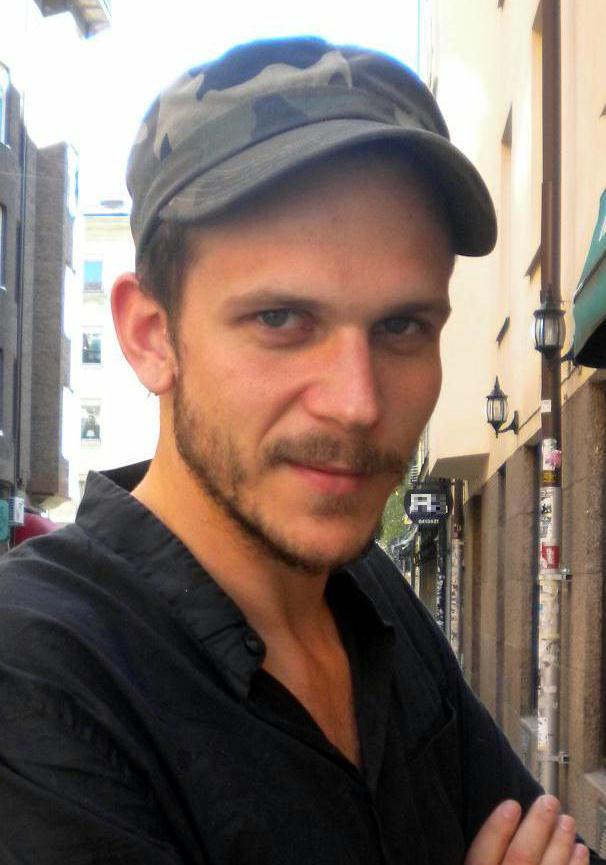
Gustaf Skarsgård en 2010.

#### Séries télévisées
- 1994 : Min vän Percys magiska gymnastikskor : Jan
- 1996 : Skuggornas hus : JB
- 2002 : Cleo : Jonas
- 2006 : The Guild (Snapphanar) : Charles XI
- 2010 : Arn : Knut
- 2011 : Bibliotekstjuven : John
- 2013 - 2021 : Vikings : Floki
- 2014 : Ettor & nollor : Karl
- 2018 : Westworld : Karl Strand
- 2020 : Cursed : La Rebelle (Cursed) : Merlin

#### Téléfilms
- 2003 : Swedenhielms de Baker Karim : Bo Swedenhielm
- 2007 : Pyramiden de Daniel Lind Lagerlöf : Wallander 24